# Olimščica
Olimščica je potok, ki izvira pri vasi Olimje in je desni pritok reke Sotla, mejne reke med Slovenijo in Hrvaško. V Olimščico se izliva še potok Slivje.